# علاقة زائفة
في الإحصاء، العلاقة الزائفة أو الارتباط الزائف ( spurious relationship أو spurious correlation)هي علاقة رياضية يرتبط فيها حدثان أو متغيران أو أكثر ولكن ليس هناك علاقة سببية، إما بسبب الصدفة أو وجود عامل ثالث غير مرئي (يشار إليه باسم "متغير الاستجابة المشترك" أو "العامل المخالط" أو "المتغير الكامن"). ستظهر العلاقات الزائفة في البداية أن أحد المتغيرات يؤثر بشكل مباشر على متغير آخر، ولكن هذا ليس هو الحال. غالبًا ما يكون سبب هذا الارتباط المضلل هو عامل ثالث غير واضح في وقت الفحص. ويسمى هذا أحيانًا بالعامل المخالط.